# ベレップ
ベレップ（Belep, Bélep）は、フランス海外領土ニューカレドニア北部州のコミューン。

## 年表
- 1856年、カトリック宣教徒到着
- 1892-1898年、ハンセン病患者のための居住地として使用